# Ханинова, Римма Михайловна
Хани́нова Римма Михайловна  (калм. Ханина Римма, 7 апреля 1955 года, село Успенка Локтевского района Алтайского края, РСФСР) — калмыцкая поэтесса, журналистка, прозаик, драматург, переводчик, литературовед.

## Биография

### Ранние годы
Родилась 7 апреля 1955 г. в селе Успенка Локтевского района Алтайского края СССР в период депортации калмыцкого народа. Отец — Михаил Ванькаевич Хонинов (1919—1981) — известный советский калмыцкий поэт, прозаик, драматург, переводчик, участник Великой Отечественной войны, мать — Буга Босхомджиевна Аралова (род. в 1934 г.) В 1957 г. вместе с семьёй вернулась в Калмыцкую ССР. Выпускница средней школы № 4 г. Элисты (1972). Окончила филологический факультет Калмыцкого госуниверситета по специальности «филолог, преподаватель русского языка и литературы» (1978). После стажировки и аспирантуры при кафедре советской литературы в Ленинградском госуниверситете им. А. А. Жданова (1983) защитила кандидатскую диссертацию по русской литературе.

### Личная жизнь
Замужем, имеет сына.

### Творчество
Стихи начала писать с 7 лет. В школьные годы сотрудничала с республиканскими СМИ. Литературный дебют в прозе — рассказы «Сургаль» и «Братья сели в чудесное седло сургали» — состоялся в республиканских газетах «Советская Калмыкия» и «Комсомолец Калмыкии» (1972). Первые стихи опубликованы в газете «Советская Калмыкия» 8 марта 1989 г. Первый сборник стихотворений «Зимний дождь» вышел в Элисте в 1993 г.
Автор поэм «Час речи», «Всё движет Женщина-Любовь», «Солнечный Лев», «Формула судьбы», «Справедливый И», «Взлететь над мира суетой» (1994), «День влюблённых» в соавторстве с Б. Муняновой и В. Лиджиевой (1997), «На перекрёстках Софии и Веры…» в соавторстве с И. Б. Ничипоровым (2005); двух пьес («Легенда о джангарчи», «Небожитель и младенец»); циклов стихотворений, рассказов, эссе, песен и т. д. Пишет для детей стихи и сказки: «Умная мышка», «Буква А».
Занимается литературным наследием отца: публикует его произведения из семейного архива, переводит его стихи и поэмы на русский язык, пишет статьи о жизни и творчестве писателя, создает мультимедийные проекты, издаёт книги М. В. Хонинова, в том числе в соавторстве: «Час речи» (2002), «Стану красным тюльпаном» (2010). Подготовила и издала сборник материалов «„Другой судьбы не надо“: жизнь и творчество Михаила Хонинова» (2005), биобиблиографический указатель «Михаил Ванькаевич Хонинов» (2010). В 2008 и 2009 г. выпустила две свои монографии о литературном диалоге Давида Кугультинова и Михаила Хонинова.
По истории русской, зарубежной и калмыцкой литературы Р. М. Ханинова опубликовала около 180 работ, в том числе монографию «Поэтика малой прозы Всеволода Иванова: психологический аспект» (2006).
Стихи и сказки Р. М. Ханиновой переведены на калмыцкий, балкарский, карачаевский, английский языки, вошли в антологии «Литература народов Северного Кавказа» (Пятигорск, 2003), «Поэзия Калмыкии» (Элиста, 2009), опубликованы в российских сборниках, газетах и журналах. Её произведения включены в программы школьного (Республика Калмыкия) и вузовского преподавания калмыцкой литературы и литературы народов России (КалмГУ).
Принята в Союз писателей России в 1998 г. Член правления Союза писателей Калмыкии «Шинрлт» («Обновление»), член редколлегии журнала «Теегин герл» («Свет в степи»), член худсовета Калмыцкого драматического театра, член Союза журналистов России и Международного Союза журналистов. Доцент, зав. кафедрой русской и зарубежной литературы Калмыцкого государственного университета, преподает русскую литературу.

## Награды
- Почётная грамота Союза писателей России (2009);
- Почётная грамота Министерства образования, науки и культуры Республики Калмыкия (2010);
- Медаль «А. С. Грибоедов» (2010), примечание 1.

## Оценки
Алексей Бурыкин, доктор филол. наук (ИЛИ РАН, Санкт-Петербург):
«Результатом множества поэтических находок Риммы Ханиновой явился своеобразный микромир калмыцкой поэзии, особый художественный код, созданный средствами русского языка и стоящий как бы на границе двух культур, но одинаково открытый для всех, — во всяком случае, для тех, кому не совсем чужда и непонятна древняя монголо-ойратская духовность с её богатыми традициями, религией, эпосом». Примечание 2.
Александр Фокин, доктор филол. наук (СтавГУ, Ставрополь):
«Каждое слово Риммы Ханиновой — это реплика диалога, заключающая в себе смысловой избыток, тайну и, не побоимся сказать словами великого Гёте, „иррациональный остаток“». Примечание 3.
Илья Ничипоров, доктор филол. наук (Московский госуниверситет им. М. В. Ломоносова):
«Интерес к культурному, мифологическому наследию разных народов, и в частности Востока, широта мифопоэтических ассоциаций и обобщений явились сущностными сторонами художественного мышления Риммы Ханиновой и во многом предопределили её частое обращение к крупным поэтическим формам — поэме и циклу». Примечание 4.
Людмила Дампилова, доктор филол. наук (Институт монголоведения, буддологии и тибетологии Сибирского отделения РАН, Улан-Удэ):
«Исторический опыт восточных цивилизаций представляет особый интерес в связи с наметившейся в отечественной литературе тенденцией осмысления проблемы бытия в широком контексте мировидения.
Поэт, используя дихотомию реального и ирреального, восточные реминисценции, глубинный смысл символов, в поэмах „Час речи“, „Все движет Женщина-Любовь“ (1998), „Солнечный Лев“ (1999), „Формула судьбы“ (2001), в циклах стихотворений „В тени Конфуция“, „Ключи разума“ (2004) выявляет основополагающие идеи восточных философско-религиозных систем (суть категории Всеединого, концепт судьбы, реинкарнация) в общей „восточной“ концепции бытия.
В целом в творчестве Риммы Ханиновой сложное видение духовного мира восточной цивилизации отражает синтез культур Запада и Востока сквозь призму мироощущения человека, несущего в себе евразийский менталитет». Примечание 5.
Делгир Зумаева, нс КИГИ РАН (Элиста):
«Поэтическое творчество Риммы Ханиновой своеобразно. Русскоязычные произведения современного автора отличаются масштабностью мышления, исследовательским взглядом на различные области традиционного миропонимания, сохранением элементов национальной специфики культуры, знанием уклада жизни, традиций родного народа. Характерной чертой этого творчества является теснейшая связь художнического начала с началом философским. Поэтому Р. Ханинову можно с полным основанием назвать поэтом-мыслителем, поэтом-философом, по-своему продолжающим традиции философского направления калмыцкой поэзии XX века — начала XXI века, представленной прежде всего художественным наследием Давида Кугультинова». Примечание 6.

## Список основных произведений

#### Книги
1. Ханинова Р. М. Зимний дождь: стихи. — Элиста, 1993;
2. Ханинова Р. М. Взлететь над мира суетой: стихи. — Элиста, 1994;
3. День влюбленных: сб. стихов (в соавторстве с Б. Муняновой и В. Лиджиевой). — Элиста, 1997;
4. Хонинов М. В., Ханинова Р. М. Час речи: стихи и поэмы. — Элиста, 2002;
5. Ханинова Р. М. Умная мышка: стихи для детей. — Элиста, 2002;
6. Ханинова Р. М., Ничипоров И. Б. На перекрёстках Софии и Веры…: стихи, поэмы, эссе. — Элиста, 2005;
7. Ханинова Р. М. Буква А: стихи для детей. — Элиста, 2010;
8. Хонинов М. В., Ханинова Р. М. Стану красным тюльпаном: стихи, поэмы, переводы, повесть. — Элиста, 2010.

#### Монографии
1. Ханинова Р. М. Поэтика малой прозы Всеволода Иванова: психологический аспект. — Элиста, 2006;
2. Ханинова Р. М., Ханинова Э. М. Этнопедагогическое и этнокультурное наследие в творчестве Михаила Хонинова. — Элиста, 2008;
3. Ханинова Р. М. Давид Кугультинов и Михаил Хонинов: диалог поэтов. — Элиста, 2008;
4. Ханинова Р. М. Лирика Давида Кугультинова и Михаила Хонинова в контексте калмыцкой поэзии XX века. — Элиста, 2009.

#### Сборник
1. Ханинова Р. «Другой судьбы не надо…». Жизнь и творчество Михаила Хонинова. Автобиография. Интервью. Воспоминания современников. Очерки. Статьи. — Элиста, 2005.

#### Справочная литература
1. Ханинова Р. М. Михаил Ванькаевич Хонинов: биобиблиографический указатель. — Элиста, 2010.